# Anna (film, 1987)
Pour les articles homonymes, voir Anna.
Anna est un film américain réalisé par Yurek Bogayevicz, sorti en 1987.

## Fiche technique
- Titre : Anna
- Réalisation : Yurek Bogayevicz
- Scénario : Yurek Bogayevicz et Agnieszka Holland
- Production : Yurek Bogayevicz, Zanne Devine, Deirdre Gainor et Julianne Gilliam
- Musique : Greg Hawkes
- Photographie : Bobby Bukowski
- Montage : Julie Sloane
- Pays d'origine : États-Unis
- Format : Couleurs - Mono
- Genre : Drame
- Durée : 100 minutes
- Date de sortie : 1987

## Distribution
- Sally Kirkland : Anna
- Robert Fields : Daniel
- Paulina Porizkova : Krystyna
- Gibby Brand : Directeur 1
- John Robert Tillotson : Directeur 2
- Maggie Wagner : Actrice D
- David R. Ellis : le père de Daniel
- Caroline Aaron : Interviewer
- Sofia Coppola : Noodle